# Kameroen op de Gemenebestspelen

Vlag van Kameroen

Kameroen is een van de landen die deelneemt aan de Gemenebestspelen (of Commonwealth Games). Hun eerste deelname was op de Gemenebestspelen 1998 in Kuala Lumpur en het aantal deelnames staat op zeven. In die zeven edities won het land 21 medailles.

## Medailles
| Kameroen op de Gemenebestspelen | Kameroen op de Gemenebestspelen | Kameroen op de Gemenebestspelen | Kameroen op de Gemenebestspelen | Kameroen op de Gemenebestspelen | Kameroen op de Gemenebestspelen |
| ------------------------------- | ------------------------------- | ------------------------------- | ------------------------------- | ------------------------------- | ------------------------------- |
| Jaar                            | Goud                            | Zilver                          | Brons                           | Totaal                          | Rang                            |
| 1998                            | -                               | 3                               | 3                               | 6                               | 24                              |
| 2002                            | 9                               | 1                               | 2                               | 12                              | 7                               |
| 2006                            | -                               | 1                               | 2                               | 3                               | 26                              |
| 2010                            | -                               | 2                               | 4                               | 6                               | 25                              |
| 2014                            | 1                               | 3                               | 3                               | 7                               | 17                              |
| 2018                            | 0                               | 1                               | 2                               | 3                               | 32                              |
| 2022                            | 1                               | 1                               | 1                               | 3                               | 20                              |